# (65666) 1987 RU
(65666) 1987 RU  es un asteroide del cinturón principal perteneciente al cinturón de asteroides, región del sistema solar que se encuentra entre las órbitas de Marte y Júpiter.
Fue descubierto el 12 de septiembre de 1987 por Henri Debehogne desde el Observatorio de La Silla.

## Designación y nombre
Designado provisionalmente como 1987 RU.

## Características orbitales
(65666) 1987 RU está situado a una distancia media del Sol de 2,163 ua, pudiendo alejarse hasta 2,560 ua y acercarse hasta 1,765 ua. Su excentricidad es 0,184 y la inclinación orbital 2,524 grados. Emplea 1161,67 días en completar una órbita alrededor del Sol.

## Características físicas
La magnitud absoluta de (65666) 1987 RU es 15,62. 